# Гордєєв Олексій Васильович
Олексій Васильович Гордєєв (рос. Алексей Васильевич Гордеев; нар. 28 лютого 1955 року, Франкфурт-на-Одері, НДР) — російський політичний діяч. Заступник голови Державної Думи РФ з 13 лютого 2020 року.
Голова громадської ради федерального партійного проекту «Єдиної Росії» «Чиста країна».
Заступник голови уряду Російської Федерації з питань агропромислового комплексу, природних ресурсів та екології (з 18 травня 2018 до 15 січня 2020 року). Член Ради безпеки Російської Федерації (з 1 січня по 28 травня 2018 року). Повноважний представник Президента Російської Федерації в Центральному федеральному окрузі (2017—2018). Губернатор Воронезької області (2009—2017). Міністр сільського господарства Росії (1999—2009). Доктор економічних наук (2000), професор (2004), дійсний член РАСГН (2005), академік РАН (2013).

## Життєпис
Народився в місті Франкфурт-на-Одері (НДР). З 3 років жив на батьківщині батьків в селі Урядіно Касимовского району Рязанської області. У 7 років переїхав в Магадан. Закінчив магаданську загальноосвітню школу № 1.
Закінчив Московський інститут інженерів залізничного транспорту за фахом «Будівництво залізниць, шлях і шляхове господарство», кваліфікація — «інженер шляхів сполучення-будівельник», Академію народного господарства (АНХ) при Раді Міністрів СРСР за спеціальністю «провідний фахівець управління» (1992).
Після закінчення інституту і служби в армії в залізничних військах в Хабаровському краї, де брав участь в будівництві Байкало-Амурської магістралі, з 1980 працював старшим виконробом СУ-4 Главмосстроя.
- У 1981—1986 роках — головний спеціаліст, начальник відділу, потім заступник начальника Главснаба Мінплодоовощхоза РРФСР.

- У 1986 року був призначений заступником начальника Управління виробництва і розподілу тари Держагропрому РРФСР.

У тому ж 1986 року був призначений заступником генерального директора Агропромислового комбінату «Москва».
- Після закінчення АНХ в 1992—1997 роках був заступником глави администрации Люберецького району Московської області.

- З 1997 року начальник департаменту економіки, член колегії Мінсільгосппроду Росії.

- З травня 1998 року — перший заступник Міністра сільського господарства і продовольства Російської Федерації.

- На початку 1999 року — Гордєєв був обраний заступником голови Аграрної партії Росії Михайла Івановича Лапшина.

- 19 серпня 1999 року був призначений Міністром сільського господарства і продовольства Російської Федерації в уряді Володимира Путіна.

- З 1 січня по 7 травня 2000 року — в. о. Міністра сільського господарства і продовольства Російської Федерації.

- 19 травня 2000 року був призначений заступником Голови Уряду РФ — Міністром сільського господарства.

За безпосередньої участі А. В. Гордєєва велася робота над двома аграрними законами: Земельним кодексом РФ і законом «Про обіг земель сільськогосподарського призначення» (2003). Дозволялася купівля та продаж сільськогосподарських земель, спочатку ця можливість була також у іноземних громадян, але потім їх права урізали, і вони могли взяти землю в оренду не більше ніж на 49 років. Нове законодавство вимагало цільового використання сільськогосподарських земель, в іншому випадку вони могли бути вилучені.
За участю А. В. Гордєєва в 2000 року був відтворений Россельхозбанк із 100 % державним капіталом. Гордєєв став головою його наглядової ради. Завдяки діяльності банку почалося формування системи земельно-іпотечного кредитування..
- 25 травня 2002 року у Ростові-на-Дону пройшов Установчий з'їзд Загальноросійської громадської організації «Російське аграрне рух», де був обраний його головою.

- У 2008 році єдиний з міністрів уряду РФ, відкрито висловив думку проти необхідності вступу Росії до Світової організації торгівлі[7].

- 16 лютого 2009 року висунутий Президентом Російської Федерації Дмитром Анатолійовичем Медведєвим на пост губернатора Воронезької області.

- 26 лютого 2009 року затверджений на посаді губернатора Воронезької обласної думою, депутати якої проголосували в підтримку кандидатури Гордєєва одноголосно, і звільнений з посади міністра сільського господарства[8].

- 12 березня 2009 року офіційний вступив на посаду.

- 7 березня 2014 року Володимир Путін призначив Гордєєва тимчасово виконуючим обов'язки губернатора Воронезької області у зв'язку із закінченням терміну його повноважень.

- 14 вересня 2014 року обраний губернатором Воронезької області на другий термін, отримавши 89 % голосів виборців. Явка на виборчі дільниці склала 57 %.

- 25 грудня 2017 року призначений повпредом президента в Центральному Федеральному окрузі[9].

Член ради Безпеки Російської Федерації з 1 січня по 28 травня 2018 року.
- 18 травня 2018 року призначений заступником Голови Уряду Російської Федерації з питань сільського господарства[12].

- 15 січня 2020 року через відставку уряду пішов з поста віце-прем'єра. До складу нового Уряду РФ, сформованого 21 січня, включений не був.

- 12 лютого 2020 року отримав мандат пішов у відставку депутата Державної думи Геннадія Кулика.

Відразу ж був висунутий на пост віце-спикера Держдуми РФ, замінить Сергія Неверова, який пішов з цієї посади, щоб «зосередитися на роботі у фракції». Повинен бути затверджений на посаді віце-спикера
на пленарному засіданні 13 лютого.

## Санкції
Гордєєв Олексій надавав політичну та економічну підтримку незаконним спробам Росії анексувати суверенну українську територію шляхом проведення фіктивних референдумів, є підсанкційною особою в багатьох країнах світу.